# Erol Dora
Erol Dora (ur. 2 lutego 1964 w Silopi) – turecki adwokat oraz polityk Ludowej Partii Demokratycznej (HDP) wywodzący się z aramejskiej mniejszości w Turcji.

## Życiorys
Mieszkający w Stambule, absolwent Wydziału Prawa Uniwersytetu w Ankarze. Pierwszy od 1960 chrześcijanin zasiadający w Wielkim Zgromadzeniu Narodowym Turcji, mandat zdobył w wyborach w 2011 jako kandydat niezależny w prowincji Mardin. Od 2014 członek socjalistyczno-demokratycznej partii HDP. Ponownie wybrany do parlamentu w wyborach w czerwcu i listopadzie 2015.
17 marca 2021 turecki prokurator przed Sądem Kasacyjnym, Bekir Şahin, złożył pozew do Trybunału Konstytucyjnego, domagając się od Dory i 686 innych polityków HDP pięcioletniego zakazu działalności politycznej. Pozew złożony został łącznie z wnioskiem o zakazanie działalności HDP.
Jest żonaty, ma troje dzieci.